# Mobilier Silex
 (février 2022).
La mise en forme du texte ne suit pas les recommandations de Wikipédia : il faut le « wikifier ».
Les points d'amélioration suivants sont les cas les plus fréquents. Le détail des points à revoir est peut-être précisé sur la page de discussion.
- Les titres sont pré-formatés par le logiciel. Ils ne sont ni en capitales, ni en gras.
- Le texte ne doit pas être écrit en capitales (les noms de famille non plus), ni en gras, ni en italique, ni en « petit »…
- Le gras n'est utilisé que pour surligner le titre de l'article dans l'introduction, une seule fois.
- L'italique est rarement utilisé : mots en langue étrangère, titres d'œuvres, noms de bateaux, etc.
- Les citations ne sont pas en italique mais en corps de texte normal. Elles sont entourées par des guillemets français : « et ».
- Les listes à puces sont à éviter, des paragraphes rédigés étant largement préférés. Les tableaux sont à réserver à la présentation de données structurées (résultats, etc.).
- Les appels de note de bas de page (petits chiffres en exposant, introduits par l'outil «  Source ») sont à placer entre la fin de phrase et le point final[comme ça].
- Les liens internes (vers d'autres articles de Wikipédia) sont à choisir avec parcimonie. Créez des liens vers des articles approfondissant le sujet. Les termes génériques sans rapport avec le sujet sont à éviter, ainsi que les répétitions de liens vers un même terme.
- Les liens externes sont à placer uniquement dans une section « Liens externes », à la fin de l'article. Ces liens sont à choisir avec parcimonie suivant les règles définies. Si un lien sert de source à l'article, son insertion dans le texte est à faire par les notes de bas de page.
- La présentation des références doit suivre les conventions bibliographiques. Il est recommandé d'utiliser les modèles {{Ouvrage}}, {{Chapitre}}, {{Article}}, {{Lien web}} et/ou {{Bibliographie}}. Le mode d'édition visuel peut mettre en forme automatiquement les références.
- Insérer une infobox (cadre d'informations à droite) n'est pas obligatoire pour parachever la mise en page.

Pour une aide détaillée, merci de consulter Aide:Wikification.
Si vous pensez que ces points ont été résolus, vous pouvez retirer ce bandeau et améliorer la mise en forme d'un autre article.
 (février 2022).
Si vous disposez d'ouvrages ou d'articles de référence ou si vous connaissez des sites web de qualité traitant du thème abordé ici, merci de compléter l'article en donnant les références utiles à sa vérifiabilité et en les liant à la section « Notes et références ».

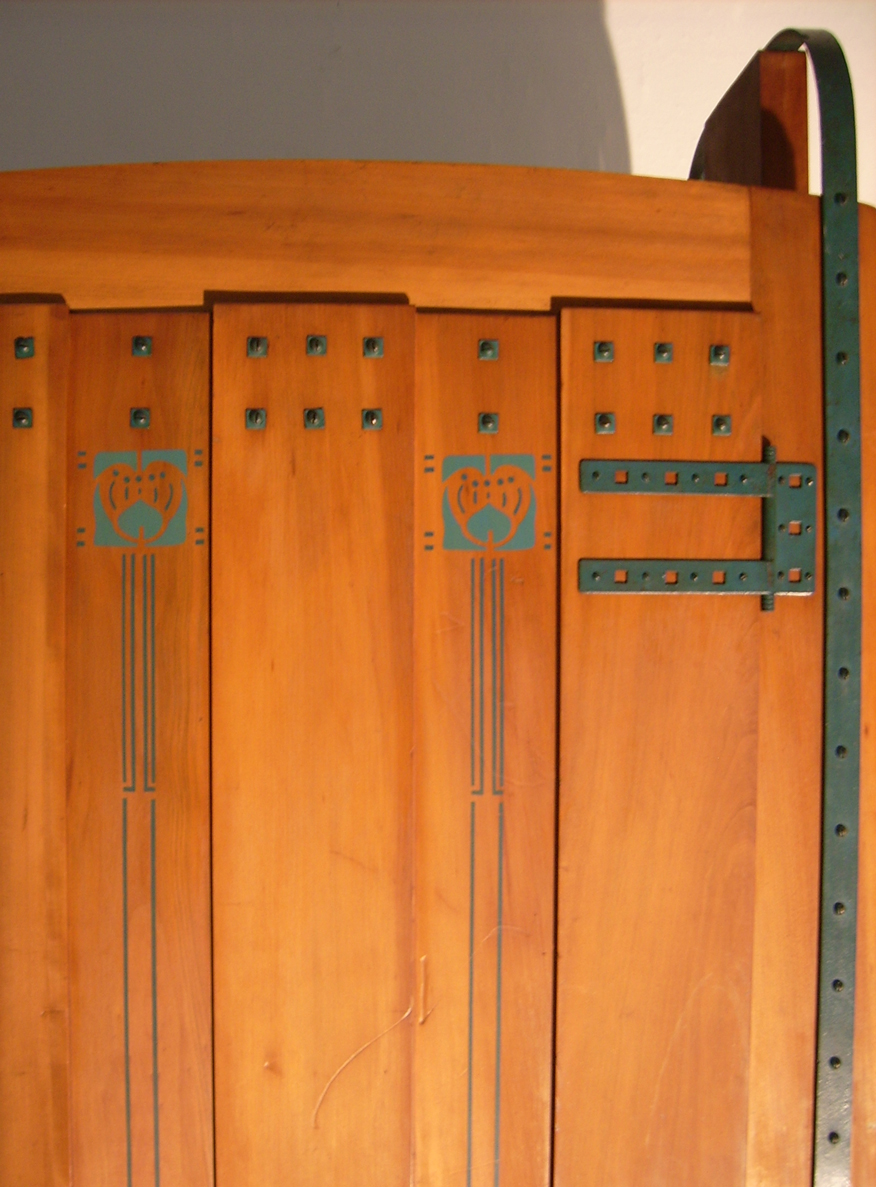
Détail d'un meuble Silex.

Le mobilier Silex est un type de mobilier créé par Gustave Serrurier-Bovy. Il est fabriqué pour la première fois lors de l’Exposition universelle de Liège de 1905 dans le cadre de sa participation au concours d’habitations ouvrières, dont l’objectif est de créer un mobilier de qualité et abordable.

## Gustave Serrurier-Bovy (1858 – 1910)
Gustave Serrurier, plus connu sous le nom Gustave Serrurier-Bovy, est un architecte, créateur de meubles et décorateur belge né en 1858 et décédé en 1910 à Liège. Souvent présenté comme l’un des principaux représentants belges de l'Art nouveau aux côtés de figures comme Victor Horta et Henry Van de Velde, Gustave Serrurier-Bovy est également considéré comme un précurseur du modernisme, de l’esthétique industrielle et du design, en s’inscrivant dans un art résolument social.

## Le projet Silex: un mobilier accessible à tous
En créant le mobilier Silex, Gustave Serrurier-Bovy crée un mobilier qu’il souhaite accessible à tous, harmonisant les normes esthétiques et fonctionnelles. En effet, il rassemble et concrétise les grands principes de réflexion de l’artiste que sont le rationnel et le social.
Il s’éloigne des références aux styles antérieurs, des tendances artisanales et luxueuses au profit d’une fabrication mécanisée, d’une esthétique industrielle caractérisée par la fonctionnalité, la rationalité et la simplicité. Au regard de ces éléments, les pièces de mobilier Silex sont emblématiques de la production en série.
Si ce mobilier est souvent considéré comme précurseur du mobilier « en kit », il s’agit d’une idée reçue, celui-ci étant non démontable malgré son apparente simplicité de construction comme l'atteste le nombre important de vis et plaquettes le composant.
Il s’agit aujourd’hui peut-être du mobilier « le plus connu et le plus emblématique de toute la production de Serrurier ».

## Principes et caractéristiques[5]

### Principes directeurs
- Retour à la forme élémentaire, recherche de la fonctionnalité maximale ;
- Ergonomie dans une optique de facilité d’emploi au quotidien ;
- Solidité des matériaux et lisibilité de la construction ;
- Économie de moyens.

### Spécificités du dessin et de la construction
- Volumes ouverts et définis au sein d’une construction orthogonale lisible
- Plans aux lignes géométriques (droites ou courbes), simples et épurées (planéité des surfaces et netteté des angles). Les jeux de superposition et recoupements des plans ne se font pas au détriment de la netteté et de la lisibilité du mobilier

1. Segments de droites groupés verticalement. Si interrompus, par des groupements horizontaux.
2. Segments d’arcs de cercle horizontaux et tendus

- Rythme harmonieux, entre pleins et vides
- Travail par assemblage, au moyen de vis sur plaquettes carrées ou rondes, de planchettes découpées

### Matériaux
- Bois : le peuplier, utilisé exclusivement sous forme de planchettes peu coûteuses
- Métal : le fer peint

### Éléments décoratifs
- Généralement peu invasifs, toujours dans un souci de lisibilité, éléments de construction et fonctionnels devant rester au premier plan.
- Éléments métalliques (vis et plaquettes) peints en bleu, vert ou rose
- Décoration des meubles peints au pochoir, en aplat, associant des motifs épurés composés de lignes et de fleurs (iris) stylisées. Cette décoration n’est pas systématique ; elle habille généralement les pièces plus imposantes.

### En résumé
Ce mobilier présente un aspect épuré et robuste. Il est caractérisé par un assemblage de formes simples (par exemple, la planchette et le barreau). Cet assemblage, facile et pratique, peut être effectué rapidement et aisément. Créées à base de bois peu coûteux, les planchettes et parties composant le meuble sont fixées grâce à des vis sur plaquettes, toutes deux en fer, apparentes et généralement peintes. La décoration du meuble est réalisée grâce à des pochoirs.

## Influences et inspirations
Dès les débuts de sa carrière d’architecte (ca. 1880), Gustave Serrurier-Bovy est marqué par les écrits d’Eugène Viollet-le-Duc, qu’il considère comme un mentor. Il partage son goût pour le rationalisme constructif en architecture.
« Serrurier voulait, raconte Paul Jaspar, que son travail de menuiserie soit établi à partir des raisonnements théoriques de Viollet-le-Duc. Il s’agit là des principes de la rationalité constructive, tels qu’on les trouve dans l’Histoire de l’habitation humaine, transposés aux problèmes de construction mobilière, c’est-à-dire le ‘principe de légitimité’ [nécessité pour une forme d’être utile et fonctionnelle], le ‘principe de double vérité’ [conformité du produit au but fixé et matériaux adaptés à leur emploi] et le ‘principe de lisibilité’ [nécessité pour une construction d’être directement lisible à l’œil] ».
L’influence des idéaux philosophiques du mouvement Arts and Crafts est également perceptible : création d’un art pour tous, présent dans les objets du quotidiens ; retour vers l’artisanat et ses techniques traditionnelles ; utilisation valorisation de matériaux naturels ; emploi de formes et lignes simples. Serrurier-Bovy s’éloigne toutefois du principe de propriété artistique défendu par ce même mouvement.
René Dulong a été l’ami et collaborateur de Serrurier-Bovy pendant plusieurs années. Ils se sont rencontrés en 1899, ont collaboré sur plusieurs projets (dont celui du château de la Cheyrelle) et ont fondé la société « Serrurier et Cie », active entre 1903 et 1907.
Leur collaboration est si étroite que l’attribution de mobilier à l’un et/ou à l’autre est parfois difficile à établir. Concernant le mobilier Silex, « tout plaide en la faveur d’une création personnelle de l’artiste [Gustave Serrurier-Bovy] : l’utilisation d’un bois non coûteux (peuplier), les particularités stylistiques et techniques aboutissant à l’originalité de la série (…), et la visée évidemment sociale d’une telle série. L’influence de René Dulong y est pourtant légèrement sensible. Il a dessiné les pentures en fer à évidements carrés. On en possède le projet graphique de sa main. »